# Peter Gabbett

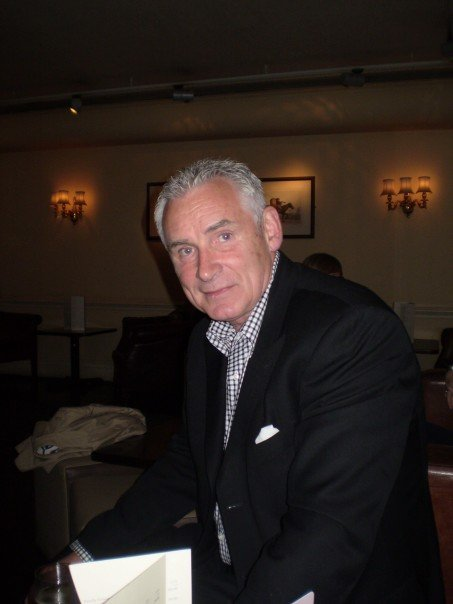
Peter Gabbett 2007

Peter John Gabbett (* 19. November 1941 in Watlington, Oxfordshire) ist ein ehemaliger britischer Leichtathlet, der bei Commonwealth Games für England antrat. Bei den British Commonwealth Games 1970 wurde er Zweiter im Zehnkampf.
1966 war der Zehnkampf erstmals bei Commonwealth Games ausgetragen worden. 1970 in Edinburgh entwickelte sich ein Zweikampf zwischen dem Australier Geoff Smith und Peter Gabbett, bei dem der Australier die Oberhand behielt. Er gewann mit 23 Punkten Vorsprung auf die 7469 Punkte von Gabbett (7400 Punkte nach der seit 1985 gültigen Tabelle). 1971 bei den Europameisterschaften in Helsinki erreichte Gabbett 7754 Punkte und belegte den sechsten Platz, die beste Platzierung eines englischen Zehnkämpfers bei internationalen Meisterschaften bis dahin. Gabbett zeigte seinen besten Zehnkampf im Mai 1972, als er auf 8040 Punkte (7901 nach der 1985er Wertung) kam und damit erster Brite war, der die 8000-Punkte-Marke übertraf. Bei den Olympischen Spielen 1972 in München war Gabbett im 400-Meter-Lauf in 46,1 Sekunden schnellster Teilnehmer aller Zehnkämpfer. Am zweiten Tag schied er im Stabhochsprung mit 3,60 Meter aus und gab daraufhin auf.
Bei einer Körpergröße von 1,83 m betrug Gabbetts Wettkampfgewicht 83 kg. Sein britischer Rekord wurde von Daley Thompson überboten.